# Desmanthus virgatus
El bilil o Desmanthus virgatus es una especie de planta perteneciente a la familia Fabaceae.

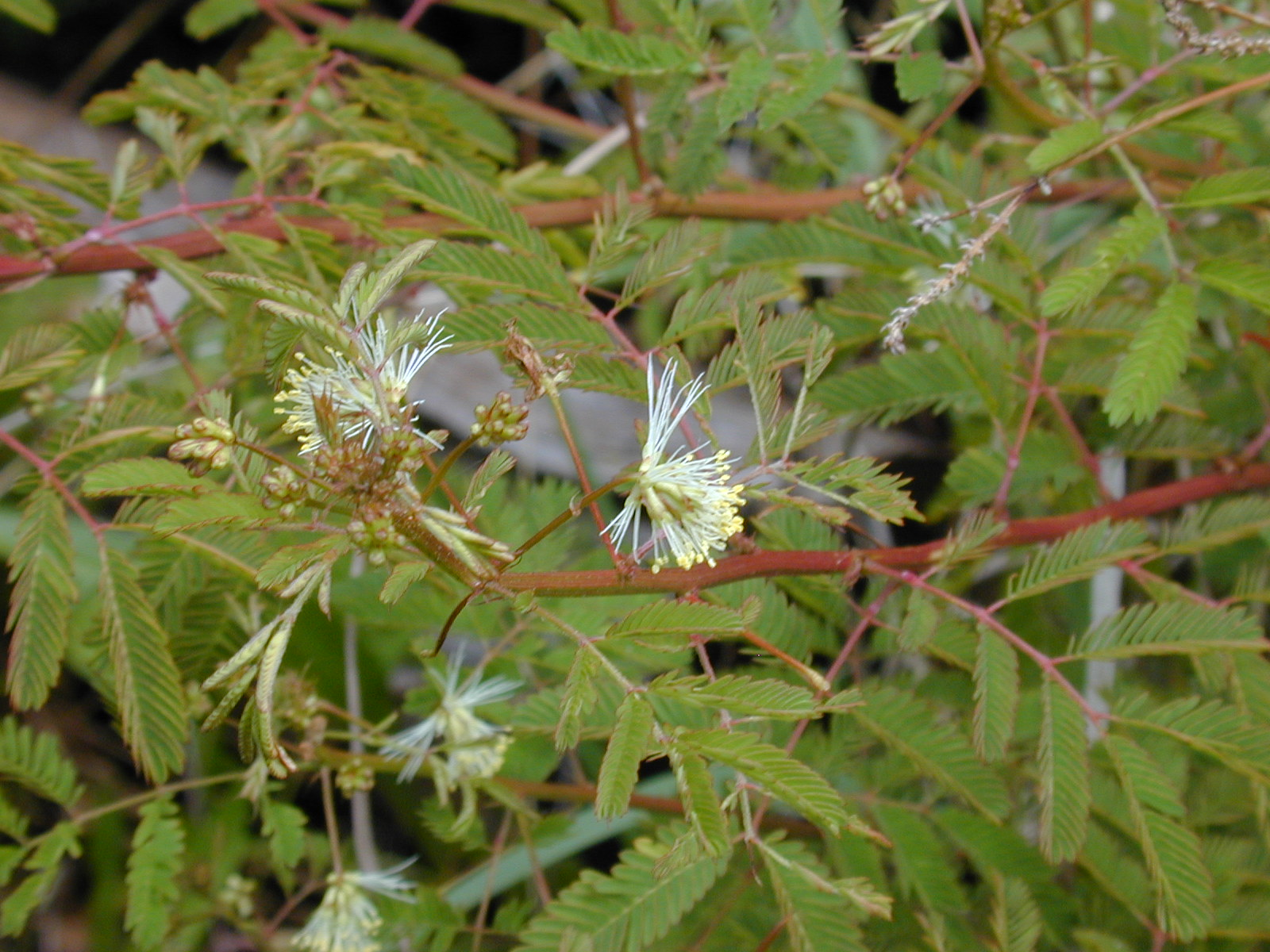
Detalle de la flor

## Descripción
Son hierbas o subarbustos, raíz axonomorfa, inermes, postrados a erectos, de 0.3–1 m de alto; plantas hermafroditas. Hojas bipinnadas, 1–7 cm de largo, pinnas 2–8 pares, 1–3.5 cm de largo, las del par inferior con una glándula cupuliforme, orbicular u obovada entre ellas; folíolos 10–25 pares, oblongo-lineares, 2–8 mm de largo, ciliados en los márgenes; estípulas setiformes. Inflorescencias capítulos axilares, pedúnculos 1–2.5 cm de largo, comúnmente con 6–9 flores, todas fértiles o algunas basales estériles, cada flor abrazada por una bractéola linear-subulada; cáliz campanulado, 2–3 mm de largo, 5-dentado; pétalos 5, libres, 3–4 mm de largo, unguiculados en la base, blancos; estambres 10, libres, exertos; ovario bilateral, glabro, subsésil, estigma truncado. Frutos 1–6 por capítulo, lineares, 2.5–7 cm de largo y 2.5–5 mm de ancho, glabros, dehiscentes a lo largo de las valvas; semillas 10–25, oblicuas en las vainas, lenticulares, 2–3.5 mm de diámetro.

## Distribución y hábitat
Es una especie común, a menudo ruderal, que se encuentra desde Estados Unidos (Florida y Texas) a Argentina, Galápagos, las Antillas e introducida en los trópicos del Viejo Mundo.

## Propiedades
Se menciona su utilidad como fungicida en Oaxaca.
Historia
Ricardo Ossado, a mediados del siglo XVIII señala: su acción es directa en los tumores blancos, preparada en forma de pomada o cerato.

## Taxonomía
Desmanthus virgatus fue descrita por (L.) Willd. y publicado en Species Plantarum. Editio quarta 4(2): 1047. 1806.
Sinonimia
- Acacia angustisiliqua (Lam.) Desf.
- Acacia depauperata Mart. ex Steud.
- Acacia leptosperma Bello
- Acacia virgata (L.) Gaertn.
- Acuan depressa (Willd.) Kuntze
- Acuan depressum (Willd.) Kuntze
- Acuan texanum Britton & Rose
- Acuan tracyi Britton & Rose
- Acuan virgatum (L.) Medik.
- Desmanthus depressus Willd.
- Desmanthus leptophyllus DC.
- Desmanthus pernambucensis (L.) Thell.
- Desmanthus pratorum Macfad.
- Desmanthus strictus DC.
- Desmanthus tenellus DC.
- Desmanthus virgatus var. depressus (Willd.) B.L.Turner
- Mimosa angustisiliqua Lam.
- Mimosa depressa (Willd.) Poir.
- Mimosa pernambucensis L.
- Mimosa virgata Bartram[7]